# Bart Schenkeveld
Bart Schenkeveld (Den Hoorn, 28 agosto 1991) è un calciatore olandese, difensore del Panathīnaïkos.

## Palmarès

### Competizioni nazionali
- Coppa di Grecia: 2

Panathīnaïkos: 2021-2022, 2023-2024